# Hyper Music
Hyper Music (ook wel bekend als I Don't Love You) is een nummer van de Britse rockband Muse en is afkomstig van hun tweede studioalbum Origin of Symmetry. Het nummer is tevens te vinden op de single Hyper Music/Feeling Good.
Het nummer wordt door zanger Matthew Bellamy gezien als het totaal tegenovergestelde van Bliss. Een versie met een lager tempo is te horen onder de naam Hyper Chondriac Music. Dit nummer is te vinden op Hullabaloo Soundtrack.

## Videoclip
De videoclip van Hyper Music werd simpel gehouden. Er wordt maar één ruimte gebruikt, een studio waarin met trillende camerabeelden wordt vastgelegd hoe het nummer wordt gespeeld.